# Aleksandr Zajcev
Aleksandr Gennadievič Zajcev (in russo Александр Геннадиевич Зайцев?; Leningrado, 16 giugno 1952) è un ex pattinatore artistico su ghiaccio sovietico, dal 1991 russo, specializzato nel pattinaggio artistico su ghiaccio a coppie.

## Palmarès
Coppie con Irina Rodnina
| Risultati                 | Risultati      | Risultati      | Risultati      | Risultati      | Risultati      | Risultati      | Risultati      | Risultati      |
| Internazionali            | Internazionali | Internazionali | Internazionali | Internazionali | Internazionali | Internazionali | Internazionali | Internazionali |
| Evento                    | 1972–73        | 1973–74        | 1974–75        | 1975-76        | 1976-77        | 1977–78        | 1978-79        | 1979-80        |
| ------------------------- | -------------- | -------------- | -------------- | -------------- | -------------- | -------------- | -------------- | -------------- |
| Giochi olimpici invernali |                |                |                | 1º             |                |                |                | 1º             |
| Campionati mondiali       | 1º             | 1º             | 1º             | 1º             | 1º             | 1º             |                |                |
| Campionati europei        | 1º             | 1º             | 1º             | 1º             | 1º             | 1º             |                | 1º             |
| Prize of Moscow News      |                |                |                |                |                | 1º             |                |                |
| Nazionali                 |                |                |                |                |                |                |                |                |
| Campionati sovietici      | 1º             | 1º             | 1º             |                | 1º             |                |                |                |